# Canton, Minnesota
Canton là một thành phố thuộc quận Fillmore, tiểu bang Minnesota, Hoa Kỳ. Năm 2010, dân số của thành phố này là 346 người.

## Dân số
- Dân số năm 2000: 343 người.
- Dân số năm 2010: 346 người.